# Shingo (rivière)
Pour les articles homonymes, voir Shingo.
Le Shingo est une rivière indienne et pakistanaise d'une longueur de 100 km qui coule dans les États de Jammu-et-Cachemire et du Gilgit-Baltistan.

## Source de la traduction
- (de) Cet article est partiellement ou en totalité issu de l’article de Wikipédia en allemand intitulé « Shingo » (voir la liste des auteurs).